# أحمد الزاويتي
أحمد الزاويتي (1966 -) هو مراسل صحفي عراقي.

## حياته ونشأته
ولد عام 1966، اشتُهِر بأحمد الزاويتي، نسبة إلى قرية زاويتة فی محافظة‌ دهوك والتي تنتسب إلیها عائلته. ولد في بغداد سنة 1966 وبعد ثلاث سنوات من ولادته انتقل مع عائلته إلی محافظة‌ دهوك في إقليم كردستان. تلقى تعليمه ما قبل الجامعي في مدارس دهوك، ثم في جامعة الموصل حيث حصل منها على البكالوريوس في الجيولوجي سنة 1990، وسنة 1996 حصل على البكالوريوس في الشريعة من جامعة دهوك، ثم حصل على الماجستير في الإعلام من جامعة لاهاي المفتوحة في هولندا سنة2012. في عام 1991، لجأ مع ملايين الكرد العراقيين إلى الحدود التركية، وعاش مأساة هذا النزوح حتى وصوله إلى مخيم جَلي على الحدود التركية، حيث قام فيما بعد بتحويل المأساة إلى عمل روائي.
1. البكالوريوس من كلية العلوم- قسم الجيولوجيا - جامعة الموصل- العراق سنة 1990
2. وأيضا بكالوريوس من قسم الشريعة - كلية الشريعة في دهوك - العراق سنة 1996
3. شهادة الماجستير في الاعلام من جامعة لاهاي - هولندا 2011 - عن رسالته الموسومة : (التقرير الخبري التلفزيوني الجزيرة نموذجا)

## مسيرته[3]
- يشغل حاليا منصب المدير العام لمؤسسة كوردستان 24 الإعلامية،
- كان قد عمل سابقا مراسلا لقناة الجزيرة في أربيل
- مديرا لمكتب قناة الجزيرة في إقليم كردستان العراق والتي التحق بها في بداية الحرب على العراق عام 2003،
- كان قبل ذلك قد عمل مراسلا لإذاعة صوت ألمانيا القسم العربي ثم مراسلا للموقع الإلكتروني إسلام اون لاين، كما
- عمل في مجال الاعلام لعدد من الاذاعات والصحف المحلية.

### في مجال الصحافة[4]
- مدير إذاعة وصاحب امتياز جريدة رسن في دهوك من 1992 حتى 1999
- مدير تحرير مجلة (به يامى راستي - رسالة الحق) من 2002 إلى 2003
- مراسل شبكة إسلام اون لاين من 2002 إلى 2004
- مراسل إذاعة صوت ألمانيا من 2003 إلى 2004
- مراسل موقع الجزيرة نت من 2004 إلى 2006
- مراسل الجزيرة منذ 2003
- مدير مكتب الجزيرة في اربيل منذ 2004

### من أبرز أعماله الصحفية[5]
1. عشرات التقارير الخبرية والإنسانية والفنية والثقافية في قناة الجزيرة
2. تغطية استفتاء جنوب السودان
3. فيلم وثائقي عن حياة (ملا مصطفى البارزاني) في جزئين الأول قصة ثورة والثاني قصة علاقة عرض في الجزيرة
4. فيلم وثائقي تحت عنوان (دولة الجبل) عن حزب العمال الكردستاني عرض في الجزيرة
5. تغطية معركة كوباني نهاية اوكتوبر من عام 2014
6. تغطية الانتخابات التركية 1-6-2015 من ديار بكر
7. تغطية هجوم وحدات حماية الشعب الكردية على مدينة تل ابيض واعادة السيطرة عليها منتصف حزيران 2015
8. تغطية معركة الهجوم على سنجار من قبل البيشمركة نوفمبر من عام 2015

## مؤلفاته[6]
1. الإنسان والحياة (تربوية) 1998
2. الإنسان والمجتمع (تربوية) 1998
3. مؤمن آل فرعون (تربوية) 1999
4. من وحي الاشتياق (أدبية) 2000
5. (لوحات من معرض الهزيمة) ـ الجزء الأول ـ (أدبية) 2000
6. (لوحات مع معرض الهزيمة) ـ الجزء الثاني ـ (أدبية) 2000

1. (هروب نحو القمة) (رواية) 2019 طبعت في انقرة - دار الزمان للنشر والتوزيع
2. الهروب إلى الحياة (رواية) 2003 طبعت في بيروت - الناشر دار الوراق
3. مؤمن آل فرعون (مسرحية) 2005 طبعت في بيروت - الناشر دار الوراق
4. (ملا مصطفى البارزاني قصة ثورة وعلاقة) 2010 طبعت في إسطنبول
5. (الدولة بين كوردستان وجنوب السودان) 2012 طبعت في دمشق - الناشر دار الزمان
6. (التقرير الخبري التلفزيوني الجزيرة نموذجا) 2015 طبعت في بيروت - الناشر دار الزمان

1. رواية (زيرك) باللغة العربية تنشر حاليا على حلقات في جريدة باس الصادرة من اربيل
2. التقرير الخبري التلفزيوني الجزيرة نموذجا
3. دولة الجبل (يوميات صحفي في مواقع حزب العمال الكردستاني)

1. تأليف وإخراج وبطولة مسرحية (التعزية الصامتة) عن مأساة حلبجة عرضت في دهوك عام 1992 وفي حلبجة في السليمانية عام 1994
2. تاليف مسرحية (طفل ينهض امة)2001 كتبت بعد استشهاد الطفل محمد درة على يد القوات الإسرائيلية
3. تأليف مسرحية(قاطع وذلك اضعف الايمان) 2001 كتبت ضمن حملة المقاطعة
4. من مؤسسي فرقة كوردستان الفنية في دهوك عام 1992 وراسها لدورتين
5. أشرف على مسرحية (ملحمة دمدم) التي قدمتها فرقة كوردستان الفنية عام 1995 في دهوك

1. له ما يقارب ثلاثة آلاف مشاركة في المواضيع المختلفة في الشأن الكردي في المنتديات العربية منذ عام 2000 وحتى عام 2003 ومن أبرز هذه المنتديات (السقيفة، الخيمة العربية، الخواطر العربية، ملتقى الإخوان، إسلام اون لاين، الساخر.. الخ)
2. له مشاركات في الصحف التالية التي تصدر في كوردستان العراق (رسن ـ الاصالة)، (أفرو ـ اليوم)، (به يف ـ الكلمة)، (كولان العربية)، (رامان ـ المعنى)، (به يامى راستى ـ رسالة الحق)، (الحوار)، (آوينة)، (باس)
3. كانت له مشاركات في الصحف العربية التالية (دار السلام التي كانت تصدر من لندن ثم بغداد، الحياة اللندنية، الراية القطرية، الغد الأردنية، المجتمع الكويتية)
4. له الكثير من المشاركات في مواقع الانترنيت من أبرزها الجزيرة توك

## عضويات
1. عضو في رابطة الأدب الإسلامي العالمية
2. عضو نقابة الصحافة الدولية
3. عضو في نقابة صحافيى كوردستان
4. عضو في نقابة جيولوجيى كوردستان
5. عضو في جميعة فناني كردستان
6. عضو اتحاد كتاب الكورد

## دورات
1. دورة التقرير التلفزيوني – مكتب الجزيرة بغداد 2003
2. دورة المراسل التلفزيوني – الدوحة – مركز الجزيرة للتدريب والتطوير 2004
3. دورة إدارة المكاتب- الدوحة – مركز الجزيرة للتدريب والتطوير 2010
4. دورة التغطيات الصحافية في المناطق الخطرة – الدوحة – مركز الجزيرة للتدريب والتطوير 2012
5. دورة الإسعافات الأولية للصحافيين – الدوحة - مركز الجزيرة للتدريب والتطوير 2012
6. دورة إعداد مدربين - الدوحة - مركز الجزيرة للتدريب والتطوير 2014